# Claude Muhayimana
Claude Muhayimana est un Franco-Rwandais né en janvier 1961 à Kibuye, au Rwanda. Il est connu pour avoir été jugé en France pour complicité de génocide et de crimes contre l'humanité lors du génocide des Tutsis au Rwanda en 1994.

## Biographie

### Enfance, éducation et débuts
Claude Muhayimana est né d'un couple mixte, d'une mère tutsi et d'un père hutu, ce qui lui confère le statut de Hutu selon les classifications ethniques de l'époque au Rwanda. Il a grandi dans une famille d'agriculteurs décrite comme "très croyante".
Après avoir quitté le foyer familial à l'adolescence, Muhayimana a vécu dans une congrégation religieuse auprès d'une missionnaire belge. 

### Parcours
En 1986, il devient chauffeur, une profession qu'il exercera pendant plusieurs années.

### Fuite du Rwanda et vie en France
Après le génocide de 1994, Muhayimana fuit le Rwanda en 1995, affirmant être menacé par les nouvelles autorités rwandaises. Il vit en exil au Zaïre (actuelle République démocratique du Congo) puis au Kenya, avant d'arriver en France en 2001.
En France, Muhayimana obtient la nationalité française en 2010. Depuis 2007, il est employé à la mairie de Rouen, où il est décrit comme un employé "ponctuel et sérieux".

### Accusations et procès
Claude Muhayimana est accusé d'avoir transporté des tueurs hutus sur des lieux de massacres de Tutsi à Kibuye, dans l'ouest du Rwanda, entre avril et juillet 1994. Son procès s'est ouvert à Paris le 22 novembre 2021.
Pendant son procès, Muhayimana s'est présenté comme un "simple chauffeur" sans histoires, mais son parcours comporte de nombreuses zones d'ombre. Il a notamment été questionné sur des mensonges apparus lors de sa demande d'asile en France.
Il est condamné pour complicité de génocide à 14 ans de prison,,,,,,,.

### Vie personnelle
En 1990, il épouse Médiatrice Musengeyezu, une femme tutsi, avec qui il aura deux filles. Après son divorce au début des années 2000, il perd contact avec ses enfants. Il maintient des liens avec le Rwanda et la diaspora rwandaise, et est proche d'un parti d'opposition, le Rwandan National Congress (RNC).